# Лось Олена Георгіївна
Олена Георгіївна Лось (біл. Алена Георгіеўна Лось; 22 листопада 1933 Вільнюс — 14 липня 2013, Мінськ) — білоруська графікеса, ілюстраторка дитячої книги.

## Біографія
Народилася у Вільнюсі, де навчався її батько, уродженець Брещини. Невдовзі сім'я переїхала на батьківщину батька, який 7 років працював лікарем в Лискові. Матір Олени вільно володіла німецькою та французькою, та навчила їх доньку. У Лискові Олена пішла у польську школу, однак батька перевели працювати в нову лікарню в Могилівці і сім'я переїхала з ним. Пізніше переїхали у Ружани, там з матір'ю та бабцею Олена пережила Другу світову війну. Батько був мобілізований з Мінська, де на початку війни знаходився на курсах підвищення кваліфікації.
Сім'я пережила всі жахи окупації, але врятувало материнське знання німецької — у будинку Лосів мешкали німецькі лісники. Мати працювала у бухгалтерії лісництва та разом з іншими антифашистами рятувала людей від вивезення в Німеччину, записуючи їх у робітники лісництва. Дім Лосів разом зі всією вулицею загарбники спалили під час відступу. Після визволення органи НКВС розслідували співпрацю матері Олени з окупантами, свідчення врятованих допомогли виправдати її. Одразу після війни її матір працювала у банку, а Олена після воєнної зупинки навчання пішла одразу в 6-й клас. Батько після війни у сім'ю не повернувся, але дочці допомагав.
У 1948 році Олена закінчила 9 класів у Ружанах та разом з мамою й бабусею переїхала у Вільнюс, вступила в останній клас гімназії. Досить швидко опанувала литовську. Вступила до Державного мистецького інституту Литовської РСР, який закінчила в 1955 році. Навчалася в І. Кузьмінскіса та В. Чернявскайте. Дипломна робота — ілюстрації до казки «Граф та прачка» П. Цвірка. В роки навчання в інституті, під час відвідин подруг-студенток, познайомилася з Гарі Якубені, з яким одружилась. В 1956–1957 роках працювала в литовських видавництвах, але їй не давали замовлень через те, що вона не литовка. Працювала художницею у Вищій партшколі Литовської РСР. В цей час твори Олени побачила Олена Оладова, директорка державного мистецького музею Білорусі, а дізнавшись, що та не має роботи у Литві, запросила її у Мінськ. Деякий час Олена Лось мешкала у Вільнюсі, а в Мінськ їздила лише на замовлення. Врешті художниця переїхала у Мінськ, але її мати залишилася у Вільнюсі. 
З 1963 року — членкиня Білоруського союзу художників.

## Художня робота
Олена Лось відома переважно як художниця-ілюстраторка дитячої книги. Ілюструвала твори білоруської усної народної творчості. Працювала також у станковій графіці та літографії.
Серед інших, оформила книги білоруських народних казок «Ох і золота табакерка» (1967), «З рога багато усього» (1968). Ілюструвала книги Олеся Якимовича «Гороб'ячі гості» (1960), Василя Вітки «Дударик» (1965), Змитрака Бадулі «Скарб» (1966), Авар'яна Деружинського «Кую-кую ніжку» (1967), Ніла Гілевича «Загадки» (1971), Володимира Яговдика «Бабусина варта» (1999) та десятки інших білоруських книг. Створила серію ілюстрацій для видань «Слово о полку Ігоревім» (1986), їй належить і оформлення цієї книги, «Золота яблунька», «Пісні західних слов'ян» та «Руслан і Людмила» О. С. Пушкіна, «Коник-Горбоконик» П. Єршова. 
Загалом Олена Лось оформила близько 100 видань, перші з них вийшли в друк в 1960-х, останні — в 1990-х.
Авторка серії лінаритів «Діти Біловежі» (1966), «Люди на Прип'яті» (1973), «Радість праці» (1976) та інших. Авторка циклу кольорових літографій за мотивами білоруського фольклору, «Левковського циклу», за мотивами творчості Янки Купали, циклу «Казки життя» за мотивами творчості Якуба Колоса, циклу за мотивами власних поліських подорожей.
Авторка книги для дітей про Полісся «Десять днів у Барку» (1984).
Її роботи експонувалися на міжнародних виставках книжкової графіки в Японії, Монголії, Чехословаччині, Румунії, Канаді, Польщі та інших країнах.
Твори Олени Лось зберігаються в Національному мистецькому музеї Білорусі, Третьяковській галереї в Москві, Музеї-садибі «Пружанський палац», Літературних музеях Янки Купали та Якуба Колоса у Мінську, в Галереї Олени Георгіївни Лось в Мінській дитячій бібліотеці № 2, меморіальному музеї Олександра Пушкіна в Москві, фондах Міністерства культури Республіки Білорусь і Міністерства культури Російської Федерації, інших музеях та галереях, приватних колекціях.

## Нагороди
- Диплом імені Ф. Скорини на республіканському конкурсі «Мистецтво книги» (1978) за оформлення книги В. Витки «Ладачкі-ладкі».
- Диплом І ступеня на Всесоюзному конкурсі книги (1978)[2]
- Медаль Франциска Скорини (2003)[7]